# The 13th Floor
The 13th Floor er et musikalbum af Sirenia, udgivet i 2009.

## Trackliste
1. The Path to Decay
2. Lost in Life
3. The Mind Maelström
4. The Seventh Summer
5. Beyond Life's Scenery
6. The Lucid Door
7. Led Astray
8. Winterborn 77
9. Sirens of the Seven Seas